# 武装行动博物馆

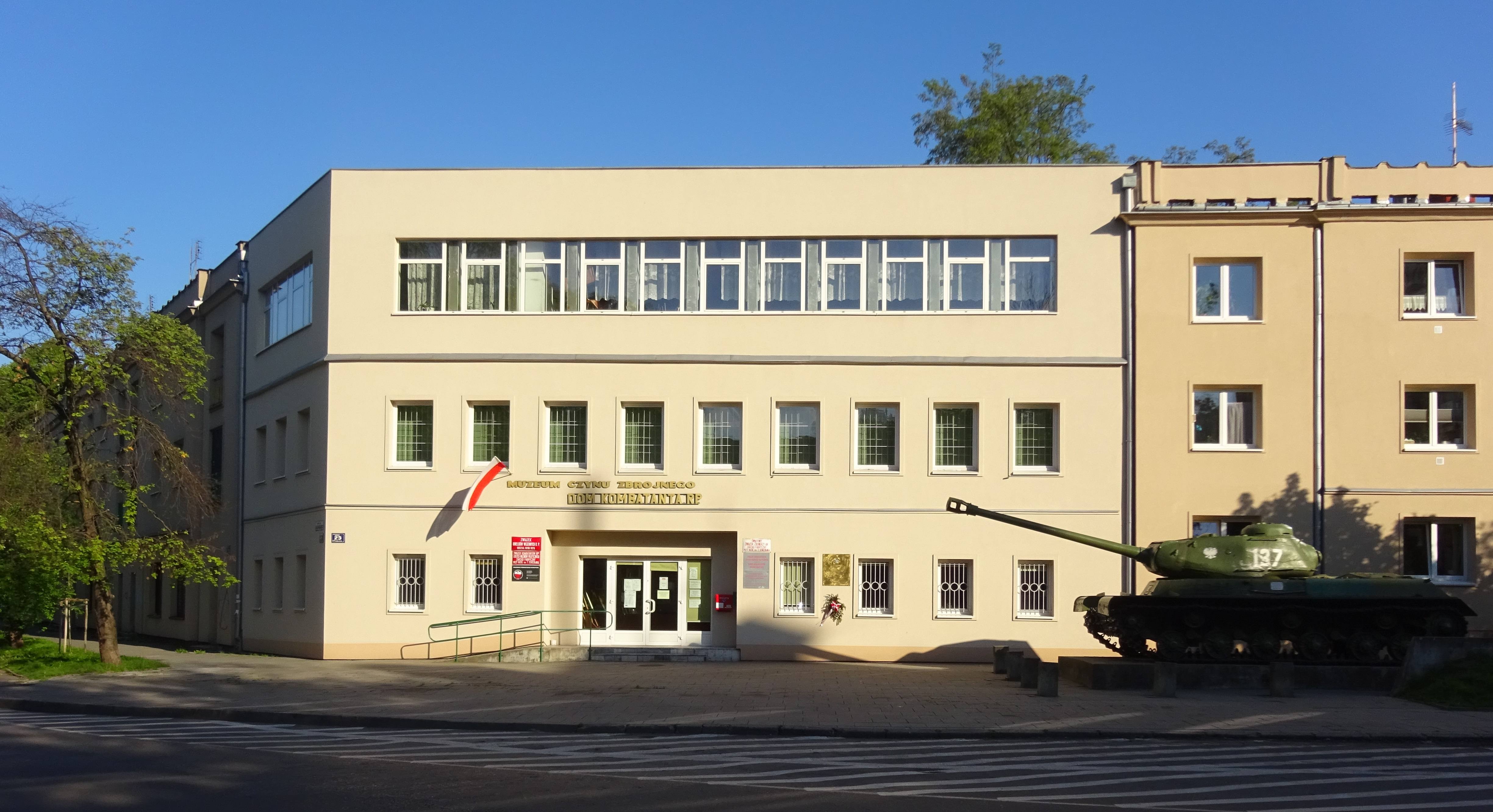

武装行动博物馆 (波蘭語：Muzeum Czynu Zbrojnego）是波兰克拉科夫的一个博物馆，位于诺瓦胡塔区的戈拉利住宅区（osiedle Górali）23号。博物馆的首次展览于1963年举行，到
1970年5月9日，即战胜德国25周年时，正式建馆。当时拥有 3000 件展品。展览内容涵盖20世纪的毕苏斯基军团、大波兰起义、西里西亚起义、布尔什维克战争以及第二次世界大战。 展品包括不同类型的武器，战旗，士兵、游击队员和政治犯的服装，奖牌，报纸和照片，集中营囚犯的作品、骨灰盒等等。博物馆门前的重型坦克，曾参与布拉格和柏林的战斗，1969年放置在博物馆前。